# Ulrich I van Württemberg
Ulrich I, ook Ulrich de Stichter of Ulrich met de Duim, (1226 - 25 februari 1265) was sinds ca. 1241 graaf van Württemberg.
Ulrich I bestuurde Württemberg samen (1241) met zijn broer Everhard van Württemberg. In het jaar 1243 werden beiden als erfgenamen van Hartman van Grüningen erkend. Ulrich werd in 1255 als erfgenaam langs vaderszijde van graaf Albert IV van Dillingen erkend. Uit zijn eerste huwelijk met Machteld van Baden had Ulrich twee dochters en een zoon (Ulrich II), uit zijn tweede huwelijk met Agnes van Silezië-Liegnitz had hij een zoon (Everhard I) en vermoedelijk een andere dochter. Ulrich werd met zijn beide vrouwen in de stiftskerk van Beutelsbach begraven. Later werd zijn lichaam naar de stiftskerk van Stuttgart overgebracht.